# Maďarsko na Zimních olympijských hrách 1956
Maďarsko na Zimních olympijských hrách v roce 1956 reprezentovala výprava 2 sportovců (1 muž a 1 žena) v 1 sportu.

## Medailisté
| Medaile | Jméno                        | Sport         | Soutěž            |
| ------- | ---------------------------- | ------------- | ----------------- |
| Bronz   | Marianna Nagyová László Nagy | Krasobruslení | Sportovní dvojice |